# 스팽글리쉬 (영화)
《스팽글리쉬》(영어: Spanglish)는 미국에서 제작된 제임스 L. 브룩스 감독의 2004년 로맨틱 코미디 드라마 영화이다. 애덤 샌들러 등이 출연하였고, 줄리 앤슬 등이 제작에 참여하였다.

## 줄거리
1992년 홀로 딸을 키우는 멕시코 여성 플로르는 더 나은 삶을 찾아 딸 크리스티나를 데리고 미국으로 온다. 곧 플로르는 유명세를 얻기 시작한 셰프 존 클래스키의 유복한 집에서 가정부로 일하게 된다.
모녀는 클래스키가 구성원들에게 적응해 나가면서도 문화적 차이로 갈등을 빚는다. 게다가 존의 아내 데버라가 크리스티나를 사립 학교에 장학금을 받고 다닐 수 있게 멋대로 일을 추진하자 플로르는 이를 도가 넘는 월권이라고 여겨 불편해한다.
한편 데버라는 부동산 중개인과 불륜을 저지르며 가정을 위기에 빠뜨린다. 그러나 그 사이 존과 플로르도 남몰래 서로를 향한 감정을 쌓아 나간다.

## 출연진
- 애덤 샌들러
- 파스 베가
- 테이아 레이오니
- 클로리스 리치먼
- 에이미 가르시아
  - 셸비 브루스
  - 빅토리아 루나
- 세라 스틸
- 이언 하일런드
- 세실리아 수아레스
- 토머스 헤이든 처치
- 스펜서 로크
- 세라 하일런드

## 기타 제작진
- 공동 제작: 프랜신 메이즐러, 리처드 마크스, 앨드릭 라울리 포터
- 배역: 애디슨 매퀴그, 마누엘 테일, 메리 버뉴
- 미술: 아이다 랜덤
- 세트: 레슬리 A. 포프
- 의상: 셰이 컨리프, 루이즈 밍건바크

## 같이 보기
- 스팽글리시